# St. Cyriakus (Salzbergen)

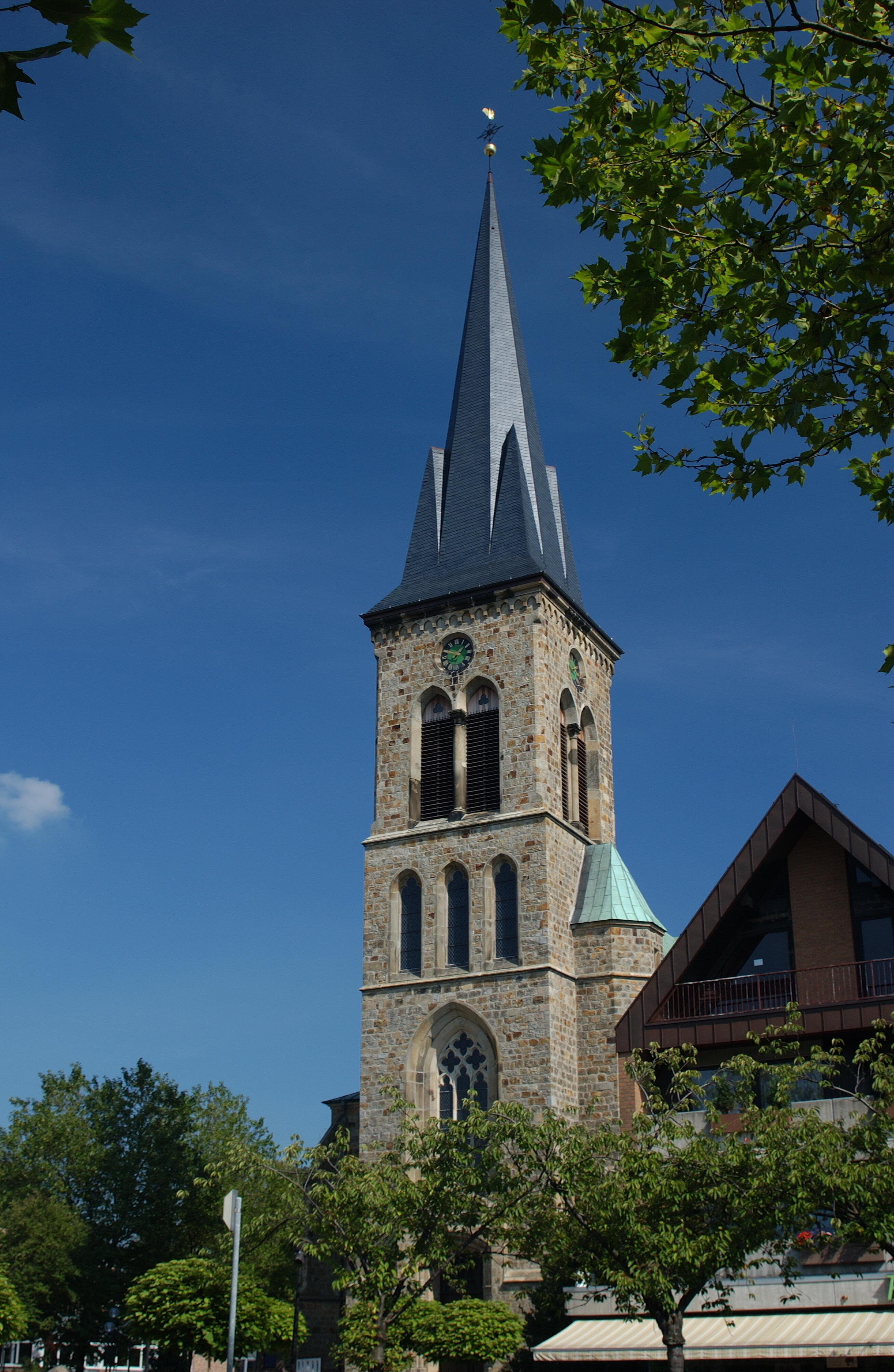
Kirche St. Cyriakus mit neuem Turm

Die katholische Pfarrkirche St. Cyriakus ist ein Kirchengebäude in Salzbergen, im Landkreis Emsland (Niedersachsen). Ihre Ursprünge gehen bis in das 12. Jahrhundert zurück.
Am 23. Januar 2022 wurde von hier ein Radiogottesdienst übertragen. Am 5. März 2023 wurde der Gottesdienst im ZDF aus der St. Cyriakus übertragen.

## Gründung der ersten Kirche

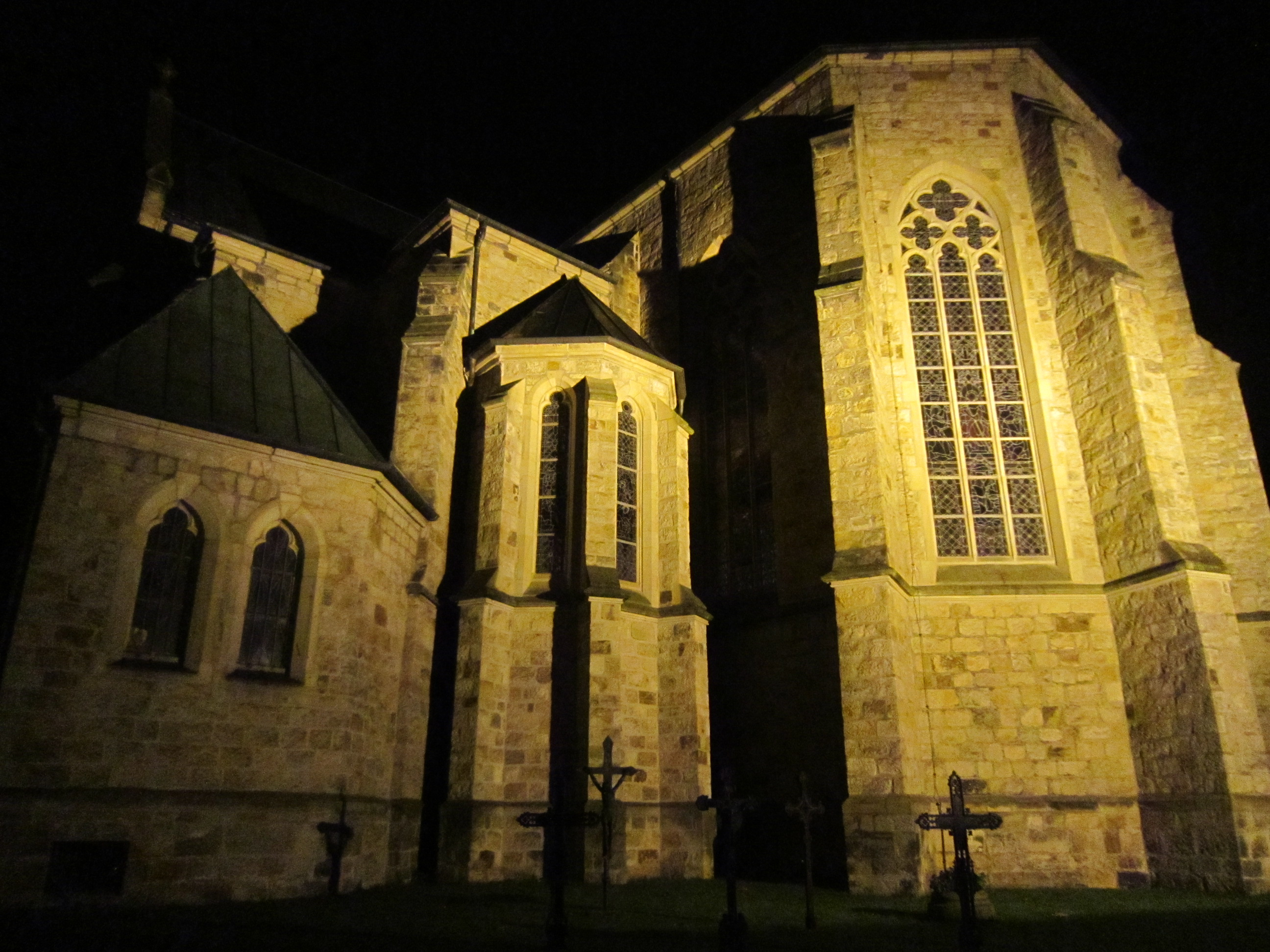
Rückseite der Kirche St. Cyriakus

Die ersten urkundlichen Erwähnungen einer Kirche in Salzbergen finden sich um das Jahr 1181, ferner in den Jahren 1184 und 1230. Man vermutet, dass es sich dabei nur um eine kleine Holzkirche handeln dürfte. Ferner hält sich der Mythos, sie sei auf einer germanischen Opferstätte erbaut worden, deren Steine mitverwendet wurden. Während des Dreißigjährigen Krieges kam es zu Plünderungen von Truppen des Generals Johann T’Serclaes von Tilly nach der Schlacht bei Stadtlohn. Zwei Abgesandte des Bischofs von Münster hielten die Schäden, welche von den marodierenden Soldaten angerichtet wurden, am 18. September 1623 wie folgt fest: „… Und ist die Kirche zu Salzbergen geplündert, alle Kirchengeräte, als Kelch, Monstranz, Messgewand und Messbücher, Rochets, Herrn Pastors Rock und alles andere mit Gewalt weggenommen. Kisten und Kasten, so in der Kirche gestanden, darin die armen Leute etwas verborgen hatten, in Stücke geschlagen und alles daraus genommen, und ganz und gar, wie der Augenschein gegeben, verwüstet und kann solcher Kirchenschaden auf Geld nicht taxiert werden …“
Durch die verstärkte Industrialisierung Salzbergens und den damit einhergehenden Eisenbahnanschluss stieg auch die Bevölkerung und das Verlangen nach einem größeren Gotteshaus. 1869 wurde das Vorhaben in Angriff genommen und 1870 eine Kommission für die Planung gegründet. Bis 1897 sammelte die Gemeinde eine Summe von 100.000 Mark. Der Osnabrücker Architekt Alexander Behnes, der sich schon durch andere Kirchenbauten profiliert hatte (zum Beispiel: St. Dionysius in Bissendorf, St. Vitus in Freren), leitete die Bauarbeiten. Am 7. August 1903 konnte die neue, fünfschiffige Kirche von Bischof Hubertus Voß feierlich konsekriert werden.

## Zerstörung der Kirche im Zweiten Weltkrieg
Während des Zweiten Weltkrieges wurde im März 1942 die Kirchturmspitze von 62 m auf 42 m verkürzt, da die auf dem nahegelegenen Flugplatz Bentlage stationierten Kampfflugzeuge nicht die nötige Höhe erreichen konnten, um die Spitze zu überfliegen. Auch zwei Kirchenglocken fielen der Rüstungsproduktion zum Opfer. Am 6. März 1945 zerstörte ein alliierter Luftangriff, der eigentlich der Erdölraffinerie der Wintershall A.G. galt, große Teile des Dorfes, darunter auch die Kirche. Sie brannte fast vollständig aus und übrig blieben nur die Umfassungsmauern. Die Gemeinde musste daraufhin auf verschiedene Bauernhäuser ausweichen, bis 1946 im damaligen Pfarrgarten zwei Militärbaracken als Notkirche umfunktioniert wurden. Noch im selben Jahr begann man mit dem Wiederaufbau, der vor allem durch persönliche Spenden und Abgaben der Gemeinde finanziert werden konnte. 1950 konnte die neu errichtete Kirche durch Weihbischof Johannes von Rudloff eingeweiht werden. Sie ist 49 Meter lang, 28 Meter breit und im Mittelschiff 14,55 Meter hoch. Der Kirchturm erhebt sich auf 62 Meter. Unter der Leitung der Architekten Wilhelm Teckentrup und Aloys Möller wurde das Gebäude 1987 umfassend renoviert. Die Buntglasfenster im Hauptchor und in den Seitenchören zeigen Szenen aus dem Alten und Neuen Testament; sie wurden von 1994 bis 1996 eingebaut. Das Kreuzrippengewölbe ruht auf zehn Pfeilern, es wurde zum Teil mit Ranken und Blüten ausgemalt.

## Der Kirchenpatron hl. Cyriakus
Salzbergen hat als einzige Gemeinde im Bistum Osnabrück den hl. Cyriakus als Kirchenpatron. Das älteste Dokument, das an die Namensgebung erinnert, ist die Cyriakusglocke aus dem Jahr 1538. Im linken Seitenschiff der Kirche ist ebenfalls ein Ölgemälde zu finden, worauf dieser den Teufel niedertretend und mit Siegespalme in der Hand abgebildet ist. Während der Bombardierung am 6. März 1945 wurde es vollständig vernichtet. Eine originalgetreue Nachbildung ist seit 1951 durch die Künstlerin Cilly Goy wieder vorhanden. Randalierer zerstörten auch dieses Gemälde, als sie im Herbst 2012 den Teufel daraus entfernten.

## Ausstattung

### Altäre
- Nach dem Dreißigjährigen Krieg wurde ein barocker Hauptaltar aufgebaut.
- Der Zelebrationsaltar aus Ibbenbürener Sandstein zeigt am Unterbau Begebenheiten aus dem Neuen Testament. Auf der Rückseite ist er mit Trauben und Ähren verziert. Die Reliquien des Gemellus und Placidus vom alten Altar wurden in die Mensa eingemauert. In einer Altarnische auf der Vorderseite steht die Reliquienmonstranz, sie enthält die Reliquien der Heiligen Cyriacus, Laurentius, Largus, Smaragdos, Dominicus, Pantaleon, Jakobus der Zerschnittene und Papst Martin I.
- Im rechten Seitenchor steht der Josefsaltar.

### Die Kirchenglocken
Schon das alte Kirchengebäude, welches 1897 abgerissen wurde, konnte auf drei Glocken verweisen. Die älteste, bis jetzt noch vorhandene Glocke ist dem hl. Cyriakus gewidmet und stammt aus dem Jahr 1538. Sie hat einen Durchmesser von 90 cm und ist auf den Ton g gestimmt. Auf ihr ist die Inschrift "Sancte Ciriacus unse hillige patron- bidde voer uns Jhesum in des himmels troen. Anno Domini 1538". Die zwei anderen Glocken, welche während des Ersten Weltkrieges abgegeben werden mussten, stammten einmal aus dem Jahr 1620 und 1773. Die ältere von beiden hatte einen Durchmesser von 1,30 m und den Ton fis. Ihre lateinische Inschrift lautete „Mors Salzbergenses judex coelumque repente tollet discutiet capiet quos nesciat orcus. Michael von Ochtorpe me fecit XV. Mai (dt. Übersetzung: Der Tod wird die Salzbergener plötzlich dahinraffen, und der Himmel als Richter wird sie richten und die an sich nehmen, welche die Hölle nicht kennt. Michael von Ochtorpe machte mich am 15. Mai)“. Die jüngere Glocke, mit 114 cm Durchmesser und dem Ton e, hatte die Inschrift „Maria bitte für die Salzbergische Gemeinde, damit sie mögen für Brand, Hagel und Donner befreyt bleiben. Adolf Gelsing, Pastor, Herm. Aldemeyer, Johann Benchker, Herm. Schweyfing, Wessel Sutmeyer. Provisores anno 1773. Dum trahor audite, voco vos ad sacra venite. Rinker v. Osnabrück me fecit (dt. Übersetzung: Wenn ich gezogen werde, hört! Ich rufe euch zum Opfer, kommt! Rinker von Osnabrück machte mich)“. Am 11. April 1932 konnte man, finanziert durch Spenden, zwei neue erlangen. Doch auch diese mussten während des Zweiten Weltkrieges abgegeben werden. Erst 1950 schaffte man es, die fehlenden zu ersetzen.

### Sonstige Ausstattung

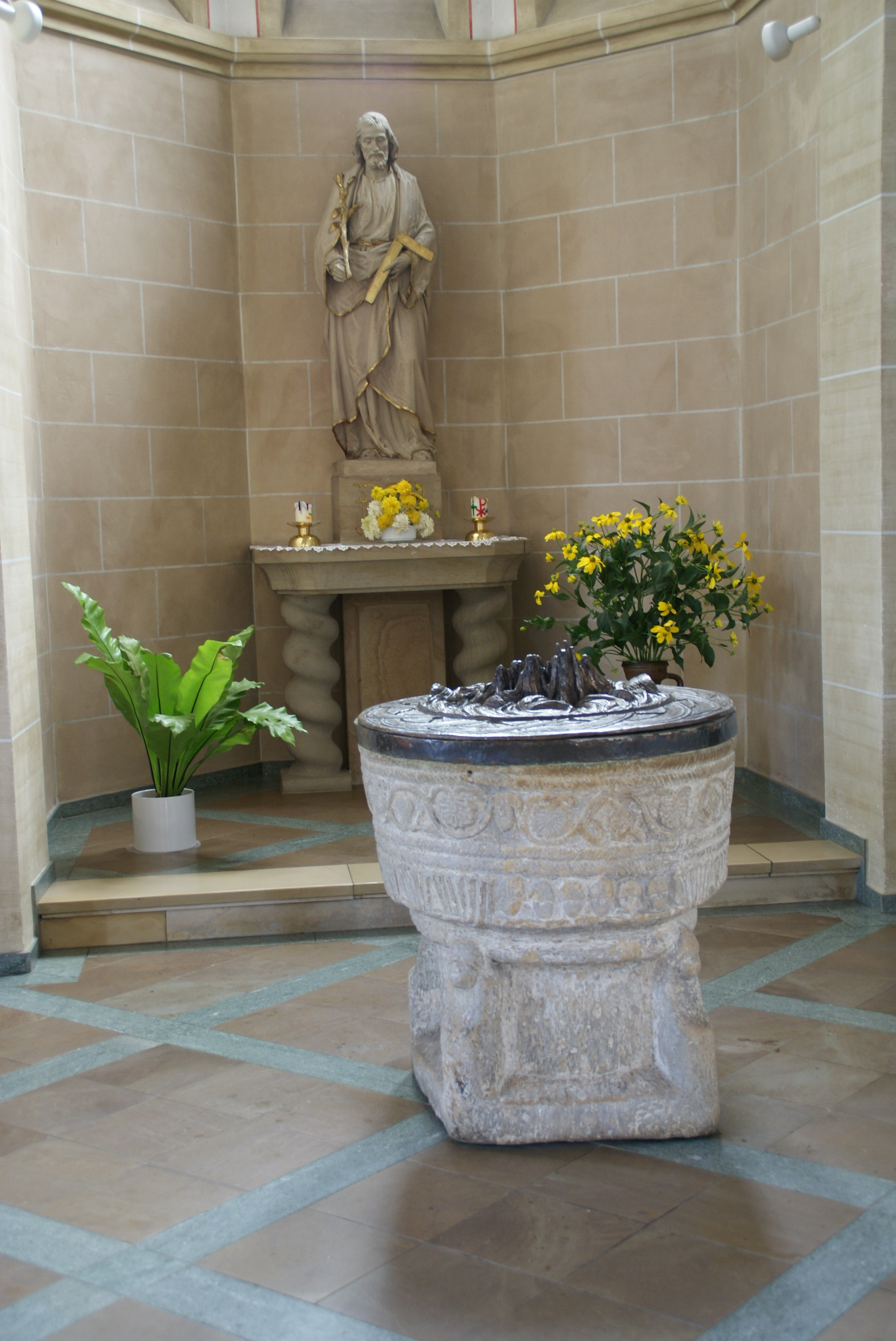
Salzbergener Taufbrunnen mit Josefaltar im Hintergrund

- Die barocke Pietà aus der Zeit um 1700 steht in der Erinnerungsstätte für die Salzberger Kriegsopfer der beiden Weltkriege.
- Der Priesterambo ist mit den Figuren der vier Evangelisten geschmückt.
- Die Fußbodenreliefs am Altar stellen Szenen aus dem Alten Testament dar.
- Das spätgotische Sakramentshaus aus der Zeit um 1500 wurde renoviert. Der Tabernakel ist aus neugotischer Zeit. Links und rechts stehen Figuren der Heiligen Cyriakus und Laurentius.
- Der Korpus des Triumphkreuzes besteht aus Sandstein, es stammt vom ehemaligen Barockaltar und wurde um 1690 von Bernd Meiering angefertigt.
- Zu den ältesten Kunstgegenständen zählt der aus Bentheimer Sandstein gefertigte Taufstein. Er stammt vermutlich aus dem Jahr 1100 und wird der Frühromanik zugeordnet. Vier hockende Männchen sind die Eckverzierung am Fuß. Am Becken sind sechs Maskenbilder und Verzierungen aus Weinreben zu sehen. Joseph Krautwald gestaltete den Deckel aus Bronze, mit dem Zug der Israeliten durch das rote Meer.
- An der Stirnseite des linken Seitenschiffes hängt ein Ölgemälde, es stellt den hl. Cyriacus in einem Diakongewand dar.
- Der Kreuzweg mit 14 Stationen hängt an den Seitenwänden.
- Die Orgel mit 23 Registern und 1920 Pfeifen wurde 1976 von Gebrüder Stockmann aus Werl aufgebaut.

### Klünersche Muttergottes

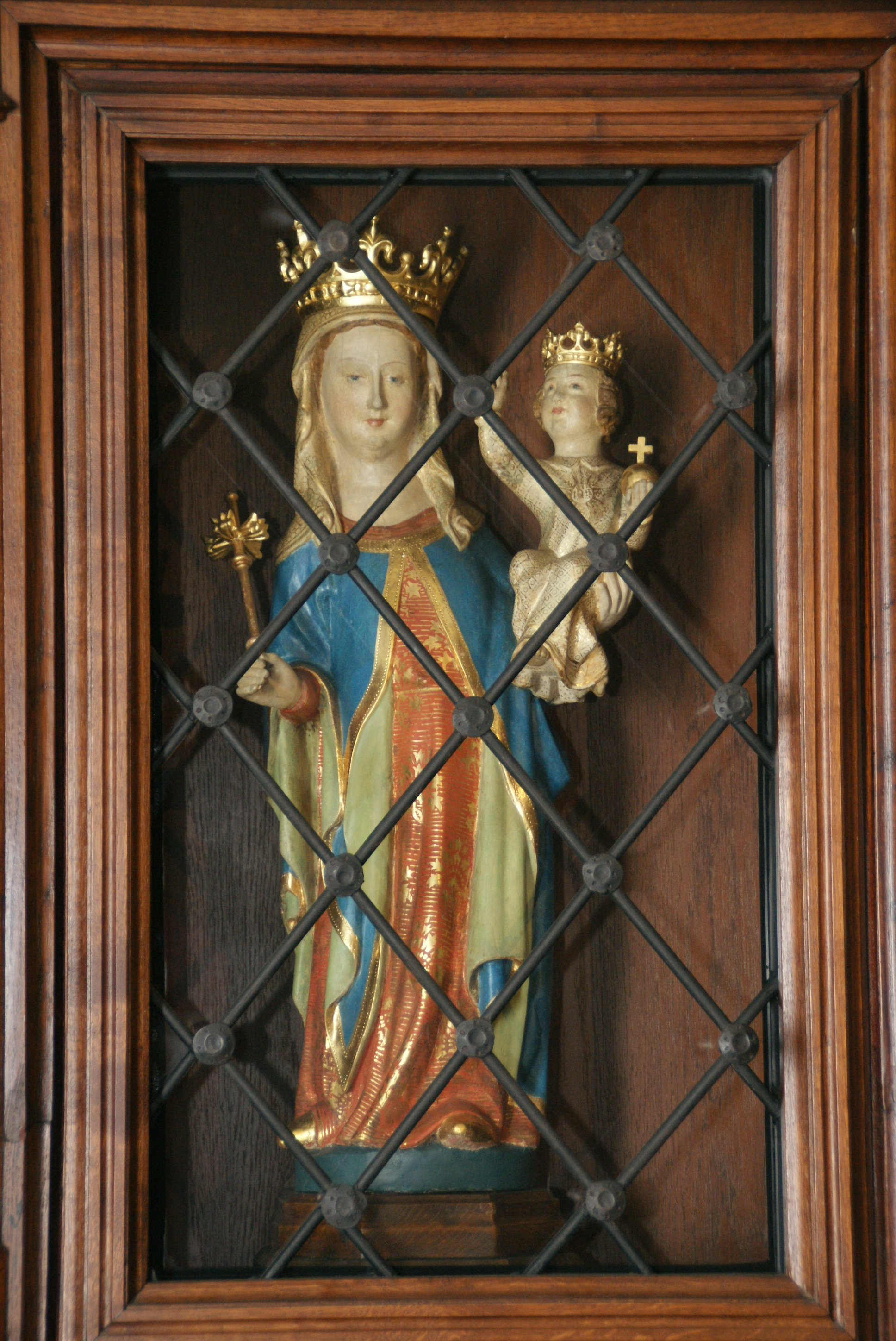
Klünersche Madonna in Salzbergen

Am Eingang der Kirche auf der linken Seite unter der Orgelempore befindet sich die sogenannte klünersche Madonna. Ihr offizielles Alter ist bisher ungewiss, jedoch beruht ihre Herkunft auf einer Sage. Die Gebrüder Klüner und Klüsener aus Holsten sollen sich auf dem Rückweg einer Wallfahrt nach Jerusalem befunden haben, als einer von ihnen schwer erkrankte und zurückgelassen werden musste. Dem Tode nahe bat er die heilige Mutter Gottes um Beistand. Es erschien ihm jenes Marienbildnis, welches er an sich zog und woraufhin er einschlief. Als er wieder erwachte, fand er sich, geheilt von seiner Krankheit, am Ufer der Ems wieder, in der Nähe seines Elternhauses. Sein Bruder, welcher ihn zurückgelassen hatte, kam erst Monate später an. Die Marienstatue erfährt auch heutzutage noch große Verehrung.